# Kateřinice (okres Vsetín)
Obec Kateřinice (německy Katerinitz, místními lidově nazývána “Kačice”) se nachází v okrese Vsetín ve Zlínském kraji. Žije zde přibližně 1 100 obyvatel. V roce 2014 získala titul Vesnice roku. Obec patří do svazku obcí Sdružení pro rozvoj mikroregionu Střední Vsetínsko.

## Historie a současnost
První písemná zmínka o obci pochází z roku 1505, podle které majitel vsetínského panství Jan Kuna z Kunštátu zajistil věno své manželce Dorotě ze Zástřizl. V minulosti se místní občané živili tradičními řemesly v souhře s valašskou přírodou jako je košíkářství, pečení perníčků, zpracování kůží, pěstitelství a chovatelství, myslivost, lesnictví, tkalcovské práce, sušení ovoce, sběr bylin a hub. V současné době je zde řada drobných podnikatelů, mimo jiné je obec známá výrobou puků pro přední hokejové kluby. Obec má svou střelnici, sušičku na dřevo, hasičskou zbrojnici, přírodní koupaliště, fotbalové hřiště, tělocvičnu. Občané mohou sledovat místní informační televizní kanál. Nejbližší pošta se nachází v obci Ratiboř u Vsetína.

## Přírodní poměry, turistika
Obec Kateřinice leží v Hostýnských vrších 9 km severozápadně od Vsetína v táhlém údolí potoka Kateřinky. Na jihovýchodě obec těsně sousedí s obcí Ratiboř. Nejvýše položeným místem nad obcí je vrchol Ojičná (648 m n. m.), na jehož jižní stráni roste památná lípa „U Kamasů“, jež tu byla vysazena v 17. století a obvod jejího kmene je 680 centimetrů. Nad západním okrajem obce se zvedá vrchol Dubcová (575 m n. m.), na jehož východním úbočí leží přírodní rezervace Dubcová, kterou tvoří prameništní louka a rostou zde ohrožené druhy vlhkomilných rostlin. Okolí obce je turisticky atraktivní, vesnici protíná několik cyklostezek a turistických tras. V zimě jsou v okolí obce udržovány stopy pro běžkaře.

## Zajímavosti
Výraznou dominantou obce je kostel Českobratrské církve evangelické. Tento evangelický kostel je unikátní v tom, že jej postavili místní věřící v 50. letech 20. století, navzdory stávajícímu tvrdému komunistickému režimu. Kostel byl otevřen dne 23.11.1952, fotodokumentaci této stavby naleznete na stránce zdejšího farního sboru.
Kateřinice jsou převážně evangelická obec, ale nachází se zde i sbor Církve adventistů sedmého dne, mezi obyvateli jsou i římští katolíci.

## Místní pamětihodnosti
- Pomník partyzána
- Památník padlých
- Pamětní deska učitelů umučených za druhé světové války

## Galerie

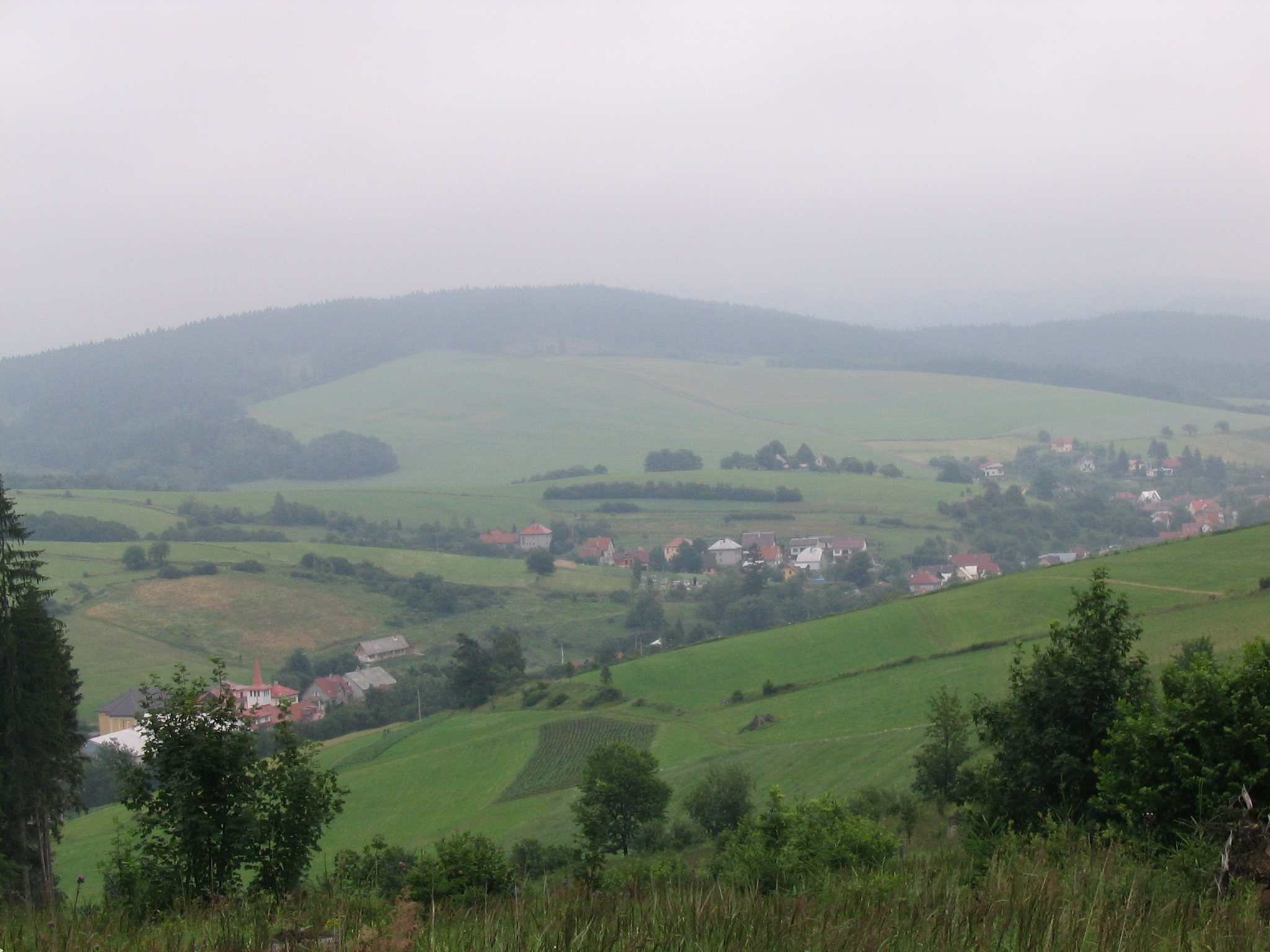
Celkový pohled
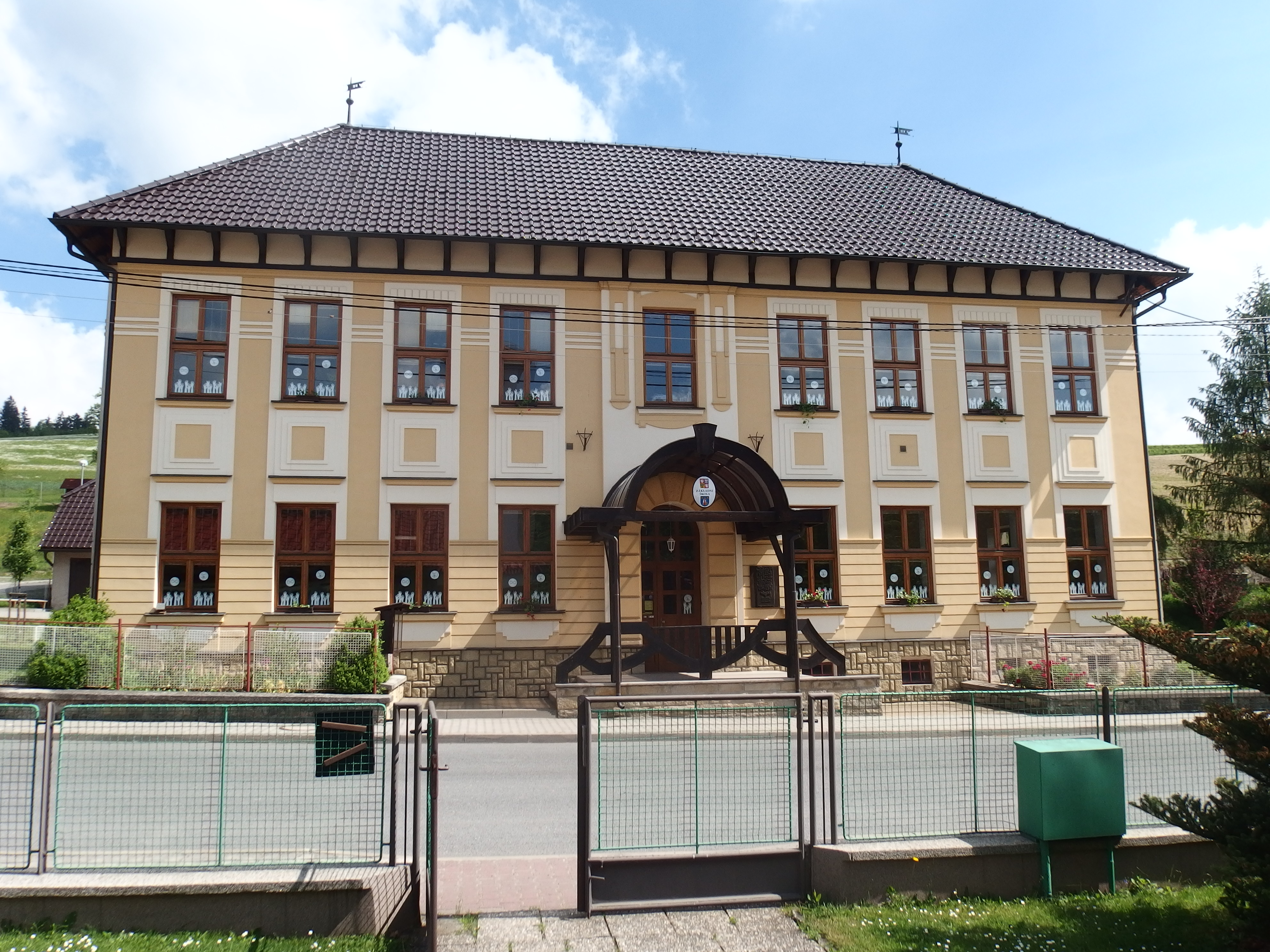
Škola
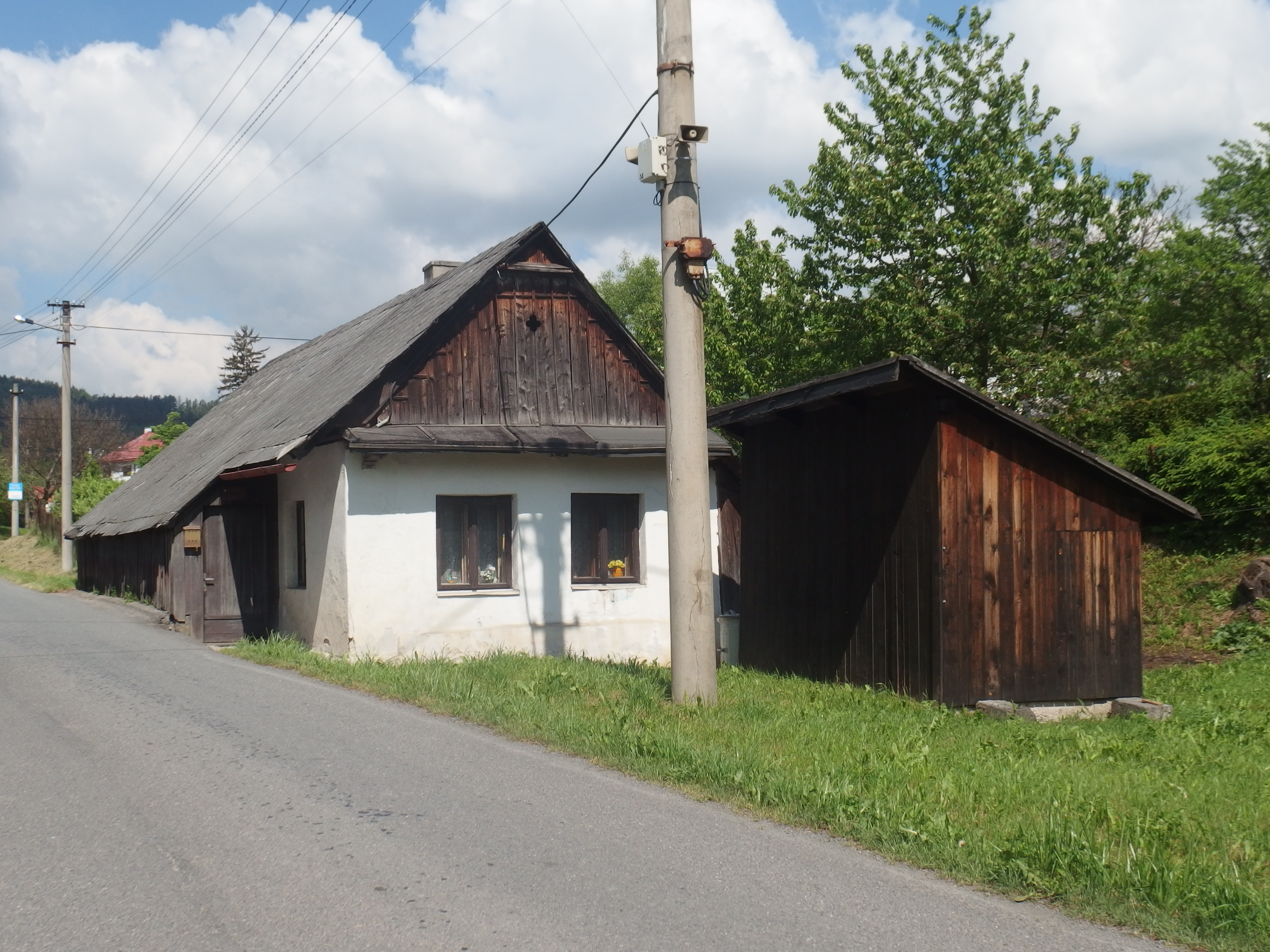
Dům č. p. 162
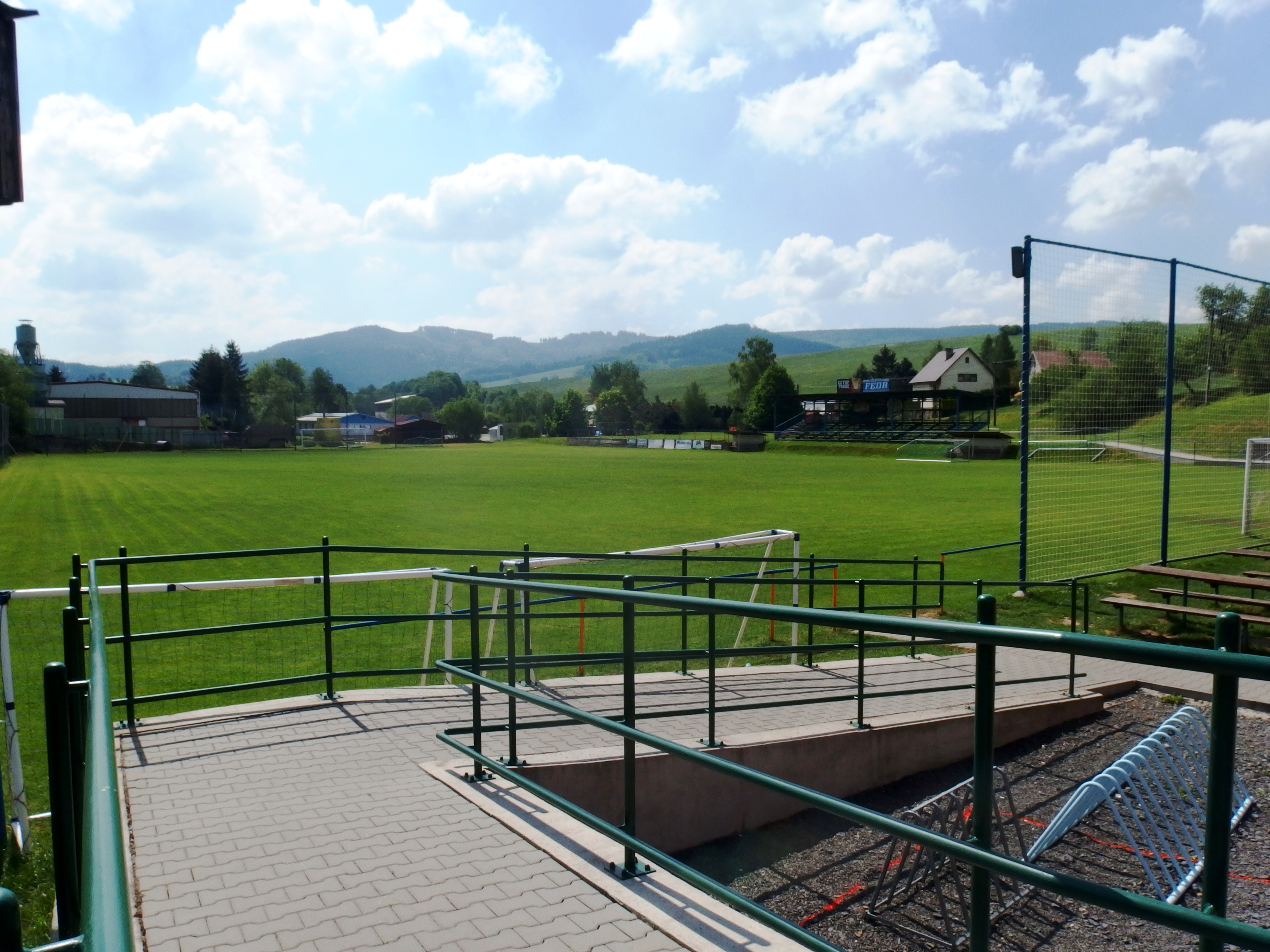
Fotbalové hřiště
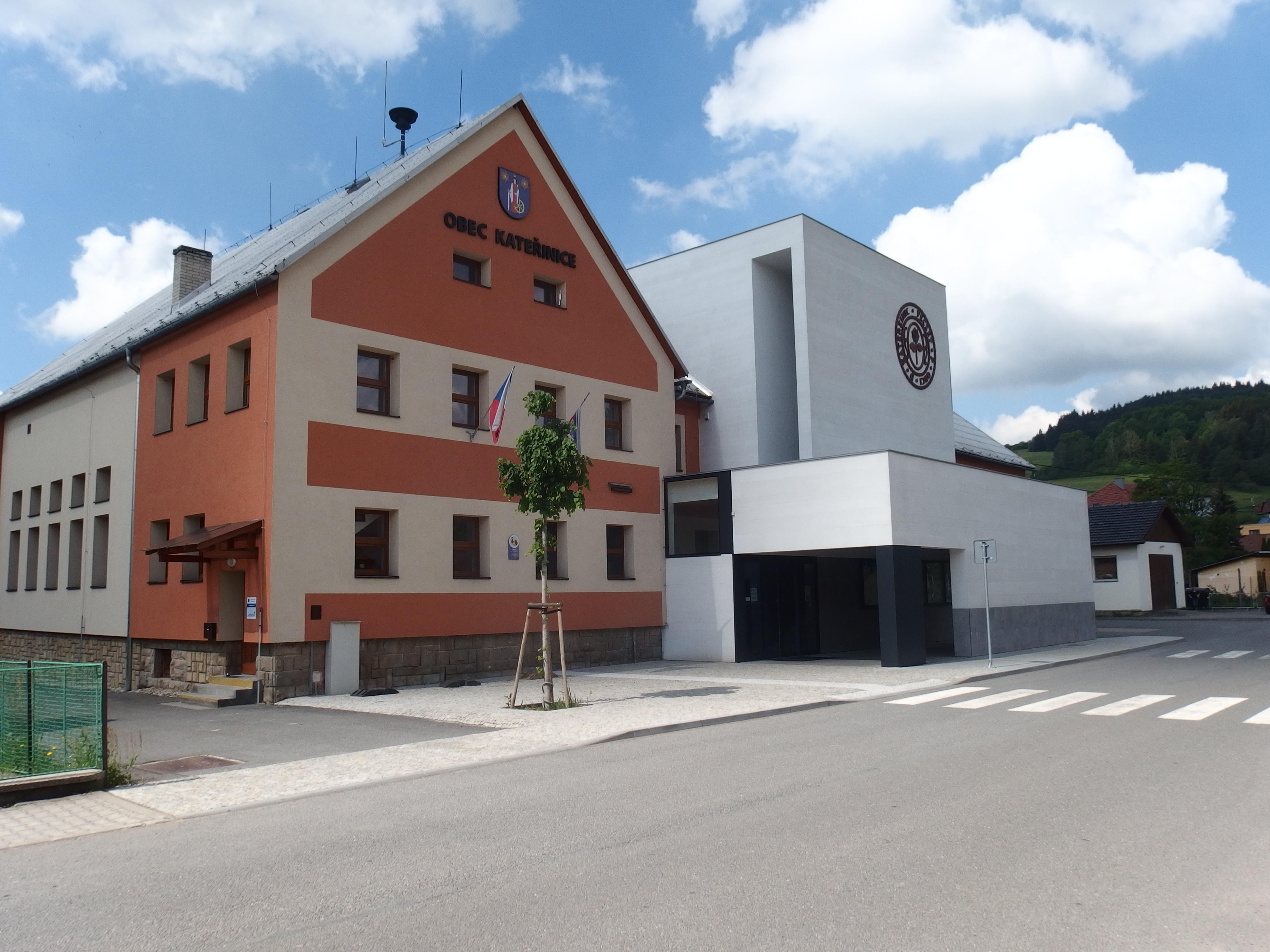
Obecní úřad s přístavbou